# 栃木県道112号雀宮停車場線
栃木県道112号雀宮停車場線（とちぎけんどう112ごう すずめのみやていしゃじょうせん）は、栃木県宇都宮市に位置する一般県道である。

## 概要
JR宇都宮線雀宮駅と国道4号（日光街道）を連絡する路線である。付近は雀宮地区（旧雀宮町）市街地北部の住宅街となっており、沿線には民家が建ち並ぶ。雀宮駅付近を関東自動車が路線バスを運行しているが、日光街道もしくはより線路沿いの市道を通るルートが多く、かつては本路線を経由する便がなかった。2018年（平成30年）4月1日に、関東自動車の今宮線の路線延伸に伴って、本路線を通り、雀宮駅に乗り入れるようになった。
2009年（平成21年）1月に雀宮駅周辺の整備工事が始まり、雀宮駅西口広場が拡張されたことに伴い、2011年（平成23年）9月27日、路線延長が346 mから298 mに短縮された。

## 路線データ
- 総延長：0.298 km[3]
- 実延長：0.298 km[3]
- 起点：栃木県宇都宮市雀の宮1丁目（雀宮停車場）
- 終点：栃木県宇都宮市雀の宮3丁目（雀宮駅前交差点＝国道4号交点）
- 認定：1961年（昭和36年）4月1日
- 車線数：2車線[4]
- 道路部幅員：19.00 m[4]
  - 車道幅員：7.78 m、歩道幅員：上下とも5.00 m（歩道設置率75.0%）[4]
- 指定最高速度：40 km/h[4]

## 歴史
- 1961年（昭和36年）4月1日 - 一般県道として認定。
- 2011年（平成23年）9月27日 - 路線延長が346 mから298 mに短縮[2][3]。

## 路線状況

### 利用状況
全国道路・街路交通情勢調査による。
| 地点                   | 昼間12時間 2015年⇒2021年 | 24時間 2015年⇒2021年 |
| 宇都宮市雀の宮3丁目8-3 | 2,698台⇒2,751台          | 3,346台⇒3,384台      |

## 沿線
雀宮駅#駅周辺も参照のこと。
沿線は、2015年（平成27年）4月1日に宇都宮市から「景観形成重点地区（雀宮駅周辺地区）」のうち、「停車場線ゾーン」に指定され、建築物の色彩基準の設定や屋外広告物の規制がある。
- JR宇都宮線（東北線） 雀宮駅
- 雀宮駅前郵便局
- 旧仮本陣芦谷家